# Leptochloöpsis
Leptochloöpsis es un género de plantas herbáceas perteneciente a la familia de las poáceas. Es originario de Puerto Rico y del centro y sur de América.
Algunos autores lo incluyen en el género Uniola.

## Especies
- Leptochloopsis condensata (Hitchc.) H.O.Yates	1966
- Leptochloopsis virgata (Poir.) H.O.Yates[2]